# فمی اوگونود
فمی اوگونود (انگلیسی: Femi Ogunode؛ زادهٔ ۱۵ مهٔ ۱۹۹۱) یک دونده اهل قطر است. 
از افتخارات وی میتوان به کسب مدال برنز دو ۶۰ متر در مسابقات قهرمانی دو و میدانی داخل سالن جهان ۲۰۱۴ اشاره کرد.